# واخوشتی خان گرجی

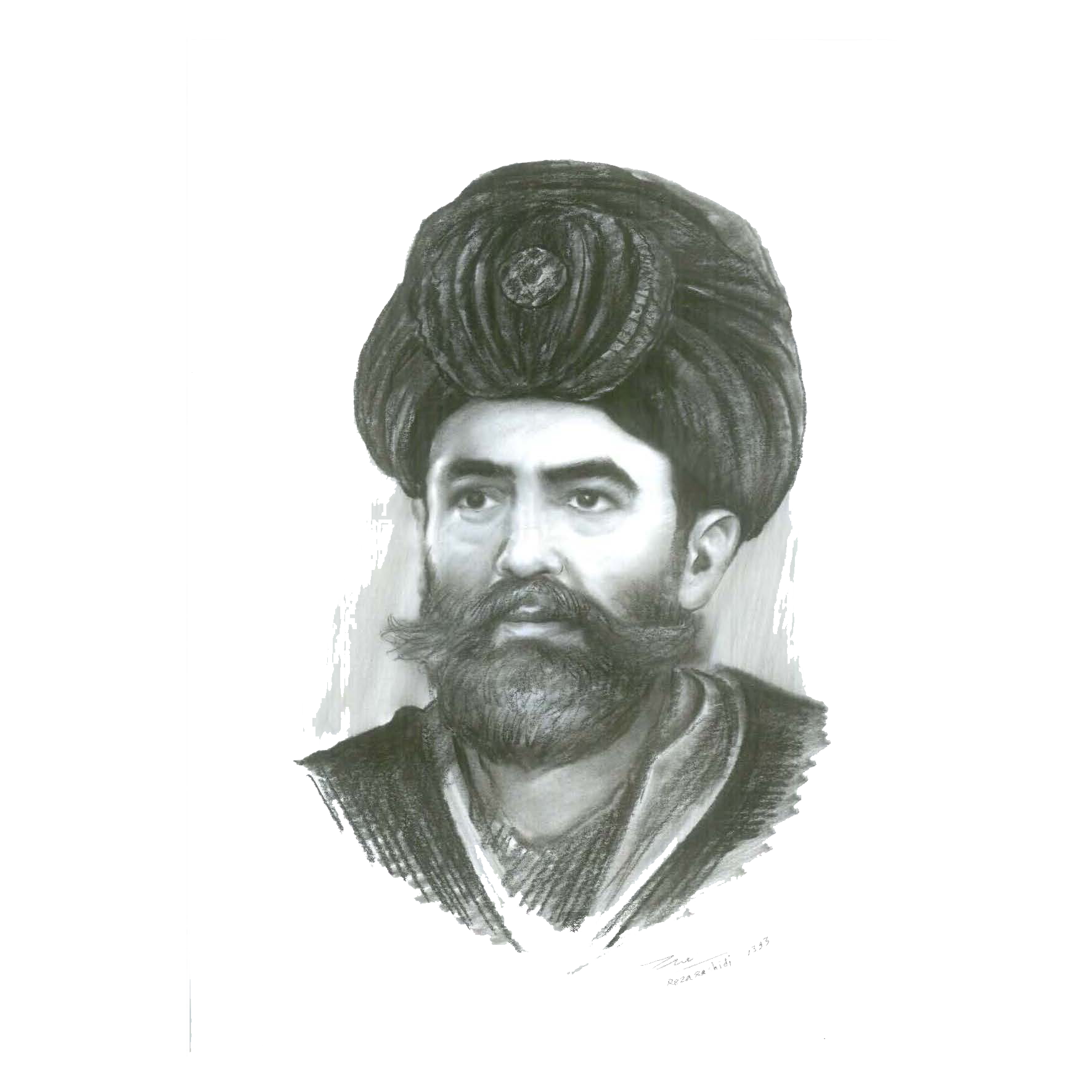

واخوشتی خانِ گرجی‌، برادر اوتارخان ملقب به ذوالفقارخان و گرجاسی بیگ ملقب به منصورخان بود. او ابتدا مقامی نظامی در تشکیلات صفویان داشت، که مدتی به عنوان ششپر قورچی و مدتی نیز به عنوان یوزباشی در ساختار نظامی صفویان خدمت کرده بود. وی که ابتدا لقب سلطان داشت، در ربیع‌الاول سال ۱۰۴۲(هـ. ق)، طی فرمانی از سوی شاه صفی، به عنوان حاکم شوشتر در جنوب غربی امپراتوری ایران منصوب گردید و به مدت سی و هفت سال با موفقیت در آنجا حکومت کرد. واخوشتی خان که مورد اعتماد شاه صفی بود، مردی آبادگر و سازنده بود که در راه آب‌رسانی، ساختن آبادی و روستاها، همچنین رسیدگی به احیاء زمین و رونق زراعت و کشاورزی بسیار تلاش کرد. وی در راه آسایش مردم زحمات زیادی کشید و در جمع‌آوری مالیات دیوانی، بسیار موفق ظاهر شد. صاحب تذکره شوشتر در خصوص عملکرد واخوشتی خان می‌نویسد: «در زمان حکومتِ واخوشتی‌خان، مردم شوشتر بسیار خوشبخت بودند و روزگار به فراغت می‌گذراندند به‌طوری که همه کس در حال تحصیل معرفت و کمال بود». واخوشتی خان پنج پسر و چندین نواده داشت که بیشتر از یک قرن در مناطقی از قبیل شوشتر و دزفول، کهگیلویه، استرآباد(گرگان)، قندهار، فارس و … حکومت کردند. واخوشتی خان که شخصیتی منحصر به فرد داشت حتی غلامانش از قبیل طهماسب‌آقا، بهمن‌آقا، جمشیدآقا، بهبودآقا، گرگین‌آقا و هرمزآقا نیز هریک در حد ذات خود امیری عظیم‌الشأن بودند و اولاد و احفاد بعضی از آنها تا سال تألیف تذکره شوشتر همچنان در شوشتر زندگی می‌کردند. در حال حاضر نوادگان واخوشتی خان در دزفول که نام خانوادگی آنان به این شرح است: قزلباش، قزلباشان، بیجن زاده، هلاکوئی، چنگیزی، طهماسبی، مُنتَقِم، بِهجَتی، اردشیری، صالح‌بیگی، ابوالفتح‌بیگی، سلیمانی‌فر، ظلّی، آرضابَک، نیرمی، نصرتی، بهرامی و عموزادگان (وابسته به شرح کتاب نسب‌نامه) قسمتی از جمعیت گرجیانِ استان خوزستان در جنوب غربی کشور ایران (شوشتر ودزفول) را تشکیل می‌دهند.
نام او، واخوشتی، از واژه فارسی میانه wahišt (بهشت) گرفته شده است.
واخوشتی خان اصالتاً از خانواده گرجی‌تبار باراتاشویلی – اوربلیشویلی بود که در سطح محلی با نام اوربلیانی نیز شناخته می‌شدند. خاندان وی(باراتاشویلی) در زُمرهٔ خانواده‌های تاوادی محسوب می‌گردید که طبقه‌ای از نجبای تحت فرمان مستقیم پادشاهان و اسقف‌ها بودند و تمام مقامات کلیدی دربار مرکزی و همه اختیارات نظام درباری را در دست داشتند. آنها از خانواده‌هائی بودند که موفق به تشکیل حکومت‌های نیمه مستقل در پادشاهی کارتیل نیز گردیدند. خاندان واخوشتی خان (باراتاشویلی) در حقیقت بین قرن‌های پانزدهم تا هجدهم میلادی قدرتمندترین دودمان تاوادی گرجستان محسوب می‌گردیدند.